# Hypsiforma lambertoni
Hypsiforma lambertoni là một loài bướm đêm trong họ Noctuidae.